# Beatrice Webb
Martha Beatrice Webb, Baronesa Passfield, FBA (22 de janeiro de 1858 - 30 de abril de 1943), foi uma socióloga, economista, socialista, historiadora do trabalho e reformadora social inglesa. Foi Webb quem cunhou o termo negociação coletiva. Ela foi uma das fundadoras da London School of Economics e desempenhou um papel crucial na formação da Sociedade Fabiana.

## Primeiros anos
Beatrice Potter nasceu em Standish House, no vilarejo de Standish, Gloucestershire, a penúltima das nove filhas do empresário Richard Potter e de Laurencina Heyworth, filha de um comerciante de Liverpool. Seu avô paterno foi o parlamentar do Partido Liberal Richard Potter, cofundador do Little Circle, que foi a chave na criação da Lei de Reforma de 1832.
Desde cedo Webb foi autodidata e citado como influências importantes o movimento cooperativo e o filósofo Herbert Spencer. Após a morte de sua mãe em 1882, ela atuou como anfitriã e companheira de seu pai. Em 1882, ela começou um relacionamento com o político radical duas vezes viúvo Joseph Chamberlain, então ministro do Gabinete no segundo governo de Gladstone. Ele não aceitaria sua necessidade de independência como mulher e, após quatro anos de "tempestade e estresse", o relacionamento deles falhou. O casamento em 1892 com Sidney Webb estabeleceu uma "parceria" vitalícia de causas comuns. No início de 1901, Webb escreveu que ela e Sidney estavam "ainda em lua-de-mel e cada ano torna nossa relação mais terna e completa".
Ela e seu marido eram amigos do filósofo Bertrand Russell.